# ويليام فيرجيل ديفيس
ويليام فيرجيل ديفيس (بالإنجليزية: William Virgil Davis)‏ هو شاعر أمريكي، ولد في 1940.